# Последний портрет
«Последний портрет» (англ. Final Portrait) — британский драматический фильм режиссёра Стэнли Туччи об успешном художнике Альберто Джакометти, знакомившемся с критиком Джеймсом Лордом, с которым на фоне приятной атмосферы Франции начинает говорить об искусстве. В главных ролях Арми Хаммер и Джеффри Раш. Мировая премьера состоялась на Берлинском кинофестивале 11 февраля 2017 года. Премьера в России состоялась 11 января 2018 года.

## Сюжет
Действие фильма разворачивается в Париже начала 60-х годов XX века. Художник Альберто Джакометти пользуется успехом у женщин и общественным признанием. Когда ему надоедает такая жизнь, он знакомится с позирующим ему критиком Джеймсом Лордом, с которым активно обсуждает живопись и наслаждается свежей атмосферой Франции.

## В ролях
- Арми Хаммер — Джеймс Лорд
- Джеффри Раш — Альберто Джакометти[3]
- Клеманс Поэзи — Каролина[4]
- Тони Шалуб — Диего Джакометти[4]
- Джеймс Фолкнер — Пьер Матисс
- Сильви Тестю — Аннетт Арм[4]
- Филипп Сполл — сутенёр

## Критика
Фильм получил положительные отзывы кинокритиков. На сайте Rotten Tomatoes фильм имеет рейтинг 73 % на основе 125 рецензий со средним баллом 6,62 из 10. На сайте Metacritic фильм имеет оценку 70 из 100 на основе 32 рецензий критиков, что соответствует статусу «в целом положительные отзывы».